# Vizcaína
Die Vizcaína ist eines der Schiffe, die Christoph Kolumbus auf seiner vierten Reise im Jahr 1503 verlor und deren Wrack eventuell im Jahr 2001 durch den Schatztaucher Warren White in der Bucht von Nombre de Dios in Panama gefunden wurde.

## Das Schiff
Bei der Vizcaína handelte es sich um eine Karavelle, einen Schiffstyp des 15. Jahrhunderts mit einem Großmast und zwei oder drei kleineren Masten. Karavellen waren am Bug und am Heck scharf hochgezogen und wahrscheinlich 18 bis 22 Meter lang.
Neben dem Flaggschiff des Kolumbus, der La Capitana, der La Gallega und der Bermuda (eigentlich Santiago de Palos), war die Vizcaína das vierte Schiff der Flotte, die die vierte Reise antrat. Die Vizcaína soll drei Masten gehabt und 50 Tonnen Kapazität besessen haben. Dieses Schiff war im Besitz eines Bürgers von Guetaria mit Namen Juan de Orquiva. Es wurde für einen monatlichen Betrag von 42.000 Maravedís für diese Reise gechartert und von Bartolomé Fiesco befehligt, einem Freund des Kolumbus.
Die Besatzung bestand aus einem Bootsmann, acht Seeleuten, zehn Schiffsjungen, dem Kaplan Fray Aljandro und drei Privatleuten. Insgesamt befanden sich 25 Personen auf dem Schiff.
Aus den Aufzeichnungen des Kolumbusgetreuen Diego Méndez und des Sohnes von Kolumbus ist bekannt, dass der Schiffsbohrwurm das Schicksal der Vizcaína besiegelte (zitiert nach (1)): 
„Wir hielten an unserem Kurs, bis wir Portobelo erreichten; dort mussten wir die Vizcaína zurücklassen, weil sie viel Wasser aufnahm und ihre Planken vom Schiffsbohrwurm komplett durchlöchert war.“
Diese Muschel-Art zerfraß die Schiffe innerhalb weniger Monate und war eines der größten Probleme der Spanier in der Karibik.

## Vermutliche Entdeckung
Das Schiffswrack soll 2001 in der Bucht von Nombre de Dios in Panama von dem amerikanischen Taucher Warren White zusammen mit seinem Sohn entdeckt worden sein, während sie auf der Suche nach Tauchplätzen waren.
Einige Anzeichen lassen die Vermutung zu, dass es sich bei dem Wrack tatsächlich um die Vizcaína handeln könnte. Es ist nach übereinstimmender Ansicht der untersuchenden Archäologen spanisch, es besteht nur aus Holz und hat keine metallischen Beschläge. Im Jahr 1508 gab es aber einen Erlass des spanischen Königshauses, dass fortan jedes Schiff, das in die Neue Welt segeln wollte, wegen des Schiffsbohrwurms von außen mit Metall beschlagen sein musste. In den Plankenresten des Wracks von Nombre de Dios fanden die Forscher tatsächlich Löcher, die von jenen Schiffsbohrwürmern stammen könnten.
Andererseits ergab eine Altersbestimmung nur ein mühsam passendes Alter. Auch entspricht die Bauart des Schiffes wohl nicht dem, was man über die historische Vizcaína weiß.

## Archäologische Befunde
Das Wrack wird derzeit (2004) von Unterwasserarchäologen der Texas A&M University und des Institute of Nautical Archaeology (INA) mit Unterstützung durch das Hamburger Nachrichtenmagazin Der Spiegel untersucht.
Das Wrack bietet auf Grund seines guten Erhaltungszustandes die einmalige Chance, auch wenn es vermutlich nicht die Vizcaína ist, Erkenntnisse über den Schiffbau des späten 15. Jahrhunderts zu erzielen. Von den damaligen Schiffen, wie der Karavelle, sind derzeit so gut wie keine Details bekannt. Es gibt keine Baupläne der Schiffe und alle bekannten Darstellungen sind etwa 60–80 Jahre danach entstanden, als dieser Schiffstyp schon längst nicht mehr in Gebrauch war.

### Der Fundort
Im September 2003 untersuchten Dr. Donny Hamilton, Präsident des INA, und Dr. Filipe Castro von der Texas A&M University das Wrack und begannen mit den Vorbereitungen für die Ausgrabungen. Das Wrack liegt in einer Tiefe von etwa 4,5 bis 6 m und der umliegende Bereich besteht aus einem Haufen von Ballaststeinen auf einer Fläche von etwa 60 m², etwa 10 mal 6 Meter, mit drei großen Ankern und mindestens 16 Kanonen aus Eisen, 13 Falkonettas und drei Mörsern.
Der größte Teil des Rumpfes liegt geschützt unter den Ballaststeinen. Die Planken sind 6 cm dick und die Spanten messen 27 mal 7 cm. Nach Aussagen der Wissenschaftler resultiert aus der Anzahl der gefundenen Kanonen, der Größe der Balken und der Anker, dass das Wrack zu einem größeren Schiff gehört, als die Vizcaína mit ihren 50 Tonnen gewesen sein soll.

### Altersbestimmung
Das Holz des Wracks wurde als nordeuropäische Eiche bestimmt. Diese Holzsorte wurde sehr häufig von spanischen Schiffbauern verwendet und aus dem Baltikum nach Spanien importiert.
Das Alter einer Holzprobe des Schiffes konnte auf Grund der zu geringen Anzahl von Jahresringen nicht mit Hilfe der Dendrochronologie datiert werden. Deshalb wurde eine Altersbestimmung mit Hilfe der C14-Methode notwendig. Diese ergab einen Zeitraum von 1469 bis 1487, in dem der Baum gefällt wurde. Die Vizcaína sank 1503. Der untersuchende Wissenschaftler Prof. Pieter Meier Grootes vom Leibniz-Labor für Isotopenforschung und Altersbestimmung der Universität Kiel sagte zu diesem Untersuchungsergebnis (Zitiert nach (1)):
„Es beweist nicht, dass das Schiff Kolumbus gehörte, aber es ist ein Hinweis darauf, dass es Kolumbus gehört haben kann. Es beweist jedenfalls nicht, dass es ihm nicht gehört haben kann.“
Um die Ergebnisse der ersten Untersuchung zu verifizieren, wurde ein zweites Stück, diesmal von einem Auflanger, untersucht. Diese Probe ergab den Zeitraum von 1530 bis 1550 für die Entstehung des Holzes. Dieser zeitliche Abstand von Hölzern in einem Schiff ist zwar insofern nicht ungewöhnlich, als Planken aus wesentlich größeren Bäumen gefertigt wurden und die erste Probe aus dem Inneren, älteren, Teil eines Stammes stammte. Dennoch ist dieses Untersuchungsergebnis ein Indiz gegen die Identifizierung als Schiff der Kolumbus-Flotte, da ein Schiff aus Holz der Jahre um 1540 nicht bereits 1503 gesunken sein kann.
Die Untersuchungen der beiden verschiedenen Holzproben des Rumpfes wurden von unterschiedlichen Laboratorien durchgeführt und bestätigten zusammen die Datierung des Schiffes in das späte 15. bzw. frühe 16. Jahrhundert.
Von spanischen Forschern wurden bereits schwarze Ablagerungen untersucht, die an Tonkrügen aus dem Wrack entdeckt worden waren. Die Analyse ergab, dass es sich dabei um Olivenöl aus Andalusien handelt. Genau dort ließ Kolumbus seine Schiffe ausrüsten.

### Zusammenfassung
Letztendlich kann nur mit Hilfe eines unwiderlegbaren Beweises, zum Beispiel in Form eines Fundstückes wie der Schiffsglocke mit dem Namen des Schiffes, bewiesen werden, ob es sich bei dem Wrack tatsächlich um die Vizcaína handelt. Fest steht, dass es sich um ein Schiff der sehr frühen Erkundung Amerikas handelt.

## Weitere Erforschung
Anfang September 2004 entschied das Oberste Gericht Panamas per Eilbeschluss auf Drängen von Wissenschaftlern, dass an dem Wrack vorerst keine Tauchgänge durchgeführt werden dürfen. Das Wrack war zuvor durch ein Schatztaucherunternehmen freigelegt worden, so dass die Gefahr besteht, dass es zerfällt. Außerdem wurden bereits einige Kanonen des Wracks entfernt, die derzeit in Wasserbassins lagern. Daneben können durch das jetzt frei im Wasser liegende Wrack wichtige wissenschaftliche Spuren, z. B. Pollen und andere Kleinstteile, zerstört werden.
Die Experten der Texas A&M University wollen durch die Garantie, dass das Wrack sauber geborgen, wissenschaftlich untersucht und nach einer Restaurierung in Panama ausgestellt wird, erreichen, dass sie die Genehmigung zur Bergung von den panamaischen Behörden erhalten.
Zitat von Clemens Högens beim Chat auf zdf.de am 26. September 2004:
„Die beteiligten Archäologen versuchen derzeit, gegen den erklärten Willen des Gouverneurs, eine Bergungserlaubnis zu bekommen. Aber Panama ist Dritte Welt. Das ist zur Zeit ein unglaubliches Gezerre hinter den Kulissen. Es geht um Macht, Prestige und auch Geld.“